# Municipios de Italia
El municipio (en italiano comune) es un ente autónomo del Estado italiano, y constituye la unidad administrativa básica de las provincias y las regiones, a cargo de gran parte de las tareas civiles. Estos, en muchos casos, pueden estar constituidos por varias subdivisiones municipales (llamadas en italiano frazioni), y están a cargo de un alcalde (sindaco en italiano) electo popularmente.
El 1 de enero de 2021 había en Italia 7904 municipios, muy variados en población y superficie.

## Origen

Corona correspondiente al título de comune

En la Italia medieval se establecieron los liberi
 comuni como ciudades independientes de un señor feudal.

## ¿Municipioocomune?
La palabra italiana municipio (del latín municipium) denotaba en la antigua Roma a las ciudades libres, gobernadas con sus propias leyes, pero cuyos vecinos tenían derechos de ciudadano romano. En cambio, la palabra italiana comune (procedente, en su forma española de comuna, del francés commune), denota a una organización social y económica que no se somete a las reglas sociales tradicionales, como la familia y la propiedad (por ejemplo la comuna socialista y la comuna anarquista).
El uso de la palabra española comuna es considerado por la Real Academia Española (RAE) como sinónimo, en América, de municipio, como sucede con las comunas de Chile

## Administración
- Consejo municipal (del italiano:  Consiglio comunale)
- Junta municipal (del italiano: Giunta comunale)
- Alcalde (del italiano: Sindaco)

## Subdivisiones
En Italia los municipios se pueden dividir de dos formas: frazioni o circoscrizioni di decentramento comunale.
- Una fracción (en italiano: frazione) es una agrupación de casas o una pequeña localidad aislada de la capital municipal, en el caso de los municipios compuestos por más de una localidad. El equivalente en España sería pedanía o barrio.
- En cambio, una circunscripción (en italiano: circoscrizione di decentramento comunale), es un área administrativa dentro de la ciudad misma. El equivalente español sería distrito.

A partir del 19 de enero de 2001, las 19 circunscripciones de Roma se denominan municipi, cada cual con un presidente de elección directa y una junta asesora. El término plural municipi (municipio en singular) se utiliza también para las circunscripciones de Bari y Génova. Además, estas se llaman municipalità en Nápoles y Venecia, zone di decentramento en Milán, y quartieri en Bolonia y Florencia.